# Harold Kitson
Harold Kitson (né le 17 juillet 1874, décédé le 30 novembre 1951) était un joueur de tennis sud-africain.

## Jeux olympiques
- Jeux olympiques d'été de 1912 à Stockholm 
  -  Médaille d'or en double.
  -  Médaille d'argent en simple.